# 福岡市交通局
福岡市交通局（日语：／ Fukuoka-shi Kōtsūkyoku */?）是日本福岡縣福岡市負責管理公營交通事業的單位，現管轄事業包括福岡市地下鐵的三條地鐵路線。另外福岡市雖然還有市營渡輪，但渡輪屬於福岡市港灣局管轄。
福岡市內的客運巴士及早期的路面電車是由民間企業西日本鐵道所經營，在興建地下鐵後，才設立了交通局，由於當時西鐵的路面電車福岡市內線同時也決定停駛，交通局的成員便來自西鐵路面電車的員工。

## 外部連結
- （日語） 福岡市交通局　官方網頁 （页面存档备份，存于）
- （日語） YouTube上的福岡市交通局官方頻道頻道